# مالی‌گیونگ-۱
مالی‌گیونگ-۱ (کره‌ای: 만리경-۱؛ هانجا 萬里鏡-۱، به معنای تلسکوپ-۱) و (انگلیسی: Malligyong-1) یک ماهواره شناسایی کره شمالی است. این اولین ماهواره جاسوسی کره شمالی است. مالی‌گیونگ-۱ در مدار خورشیدهمگام در ارتفاع حدود ۵۰۰ کیلومتری (۳۱۰ مایلی) قرار دارد، [۴] و قابلیت نظارت تصویربرداری نوری جهانی را عمدتاً از کره جنوبی، ژاپن و ایالات متحده ارائه می‌کند.[۵][۶] وضوح قابلیت تصویربرداری به‌طور کلی شناخته شده نیست.
دو تلاش اول برای پرتاب این مأموریت با شکست مواجه شد ولی سومین تلاش در ۲۱ نوامبر ۲۰۲۳ صورت گرفت که موفق بود.

## اولین تلاش
اولین تلاش پرتاب در ۳۱ مه ۲۰۲۳ انجام شد. مرحلهٔ دوم پرتاب کننده، کولیما ۱ (Chollima-1)، در اوایل شروع مأموریت مشتعل شد و باعث شکست مأموریت شد. هشدارهای تخلیه در سئول و استان اوکیناوا صادر شد.[۹] دولت کره شمالی به سرعت شکست پرتاب را اعلام کرد.